# Camilo Minero
Camilo Minero fue un pintor, muralista y grabador salvadoreño, nacido el 11 de noviembre de 1917 en Zacatecoluca, El Salvador.

## Inicios
Comenzó a pintar a los 14 años, estudio en el Taller de Pintura y Escultura de Marcelino Carballo (Zacatecoluca, 1860-1947). Cursó estudios de pintura en la Escuela Nacional de Artes Gráficas de El Salvador de 1935 a 1938, bajo la dirección del maestro Carlos Alberto Imery  Fue becado por el Estado salvadoreño, para estudiar pintura en el Instituto Politécnico Nacional de México de 1956 a 1960, estudió en México con los grandes muralistas   Diego Rivera y David Alfaro Siqueiros. Desde muy joven se afilió al Partido Comunista Salvadoreño, lo que le valió vivir en el exilio durante largo tiempo. Sus obra se encuentra dispersa en toda Latinoamérica, particularmente en México, Cuba, Nicaragua, Costa Rica y otros países.

## Carrera docente
Fue maestro en 1960 de la Escuela de Artes Plásticas de la Universidad de El Salvador. Pronto llegó a convertirse en el director del Taller de Artes. También trabajó en el departamento de Periodismo de la UES.

## Exilio en Nicaragua
Impartió sus conocimientos sobre pintura y grabados en las aulas de diseño de la Universidad Politécnica (Upoli), dirigida por el arquitecto Américo Tapia.
Dado el ambiente de la revolución no era rara la visita de artistas internacionales identificados con la causa; para el caso, se dieron cita en la capital figuras del muralismo italiano como Mauricio Gobernatori, Sergio Michillini y Giancarlo Splendiani, que pintaron la historia de Nicaragua y su revolución. Managua, también fue visitada por los mexicanos Arnold Belkin, que pintó en el Palacio Nacional de Cultura, la obra El prometeo, una apología al héroe mexicano Emiliano Zapata; y Felipe Castellanos, el que pintó El 25 aniversario del terremoto. El contacto con dichos artistas de talla internacional le dio la posibilidad a Minero de madurar como pintor.

## Sus obras
Camilo Minero trabajó en diferentes tipos de artes, como pinturas al óleo, grabados, acuarelas y serigrafías. También realizó destacados trabajos en murales, con los que ganó reconocimiento, como el mural "Mi Pueblo", terminado en 2003. 
Minero, trató de plasmar en sus obras la realidad social de los pueblos latinoamericanos. Vivió exiliado en Nicaragua en la década de los 80,  como protegido del gobierno sandinista, apoyó el resurgimiento de una variante del muralismo "realista-social" (como el vivido en los años de la revolución mexicana).
Las pinturas, grabados y serigrafías de Camilo Minero, se encuentran en diferentes ciudades de América Latina, en el Museo de Arte Moderno de Nueva York y museos europeos. 
Acerca de sus pinturas, él afirma que:

Yo aplico los amarillos frenéticos, cálidos y los rojos vivos que provoquen la furia y la cólera relevante; el blanco que quiere decir paz, los anaranjados y los sienas son atenuantes, acordes de los amarillos, también utiliza el color negro
Camilo Minero

Además, dejaba muy clara cuál era su inspiración principal al pintar:

Yo pinto al pueblo, a los trabajadores, a los niños panzones que caminan en los mercados, ahí encuentro la belleza
Camilo Minero

Se le encomendó en repetidas ocasiones que ilustrase las portadas de importantes escritores latinoamericanos como Hugo Lindo, Pancho Lara, José Martí y José Napoleón Rodríguez Ruiz.

## Obras callejeras
Minero, junto al chileno Víctor Canifru y el colombiano Daniel Pulido, incursionan en el arte de pintar en los muros de las calles. Uno de los murales de mucho valor estético que pintó Minero está ubicado en las paredes del parque Las Madres, en Managua. La imagen de dicha obra fue registrada por el investigador David Kunzle, en el texto The mural of revolutionary Nicaragua 1979-1993. Pese a su valor histórico y estético del muralismo del siglo XX, el mural no goza de ninguna protección.
Se sabe que Minero ha pintado murales en México, Cuba y el mismo El Salvador. Sus pinturas, grabados y serigrafías, se encuentran en diferentes ciudades de América Latina, en el Museo de Arte Moderno de Nueva York y Europa.

## Enfoque Social
Minero hablando sobre el arte, opinaba que:

El mundo burgués empieza a introducir contra la voluntad del artista de sentimiento social, su prosaico gusto, su culto al dinero, su vulgaridad que resulta incompatible con el verdadero artista
Camilo Minero

Como parte de su obra social, donó 20 obras a la Asociación Ágape de El Salvador, con el sentido de beneficiar a los más desprotegidos. Sus donaciones han sido múltiples. Esta última llevaba el lema: Nuestra identidad pura sin artificios comerciales.

## Homenajes
En 1996, el gobierno de El Salvador, le otorgó el Premio Nacional de Cultura; asimismo, en el 2001, la Universidad de El Salvador le otorgó un doctorado honoris causa. Además, en 1998, es declarado como Hijo Meritísimo de El Salvador por la Asamblea Legislativa. 
Además, ganó distintos premios tales como Mención de Honor, Acuarelas (1943), Obtuvo el primer lugar en pintura y grabado, Instituto Politécnico Nacional, México, D. F. (1958), Premio El Salvador, Segundo certamen anual de Pintura Cigarrería Morazán (1970), Diploma, Museo Nacional de Arte Moderno. La Bienal Americana de Grabado, Municipalidad de Mendoza, Argentina (1978).
Camilo Minero murió en San Salvador, el 6 de mayo de 2005.